# Sainte-Marie-du-Bois, Mayenne

Sainte-Marie-du-Bois este o comună în departamentul Mayenne, Franța. În 2009 avea o populație de 236 de locuitori.